# Gustav Berggren
Gustav Berggren, né le 7 septembre 1997 en Suède, est un footballeur suédois, qui évolue au poste de milieu défensif au Red Bulls New York.

## Biographie

### En club
Passé par le club de GAIS dans les équipes de jeunes, Gustav Berggren débute en professionnel avec le BK Häcken, club dans lequel il est en partie formé. Il joue son premier match le 25 février 2015, lors d'une rencontre de Svenska Cupen face à l'Östers IF. Il entre en jeu en cours de partie lors de cette rencontre qui se solde par la victoire des siens sur le score de deux buts à zéro.
En juillet 2017, Berggren est prêté au Varbergs BoIS.
Le 26 octobre 2018, Berggren prolonge son contrat jusqu'en 2022 avec le BK Häcken.
Le 29 juillet 2022, Gustav Berggren rejoint la Pologne pour s'engager en faveur du Raków Częstochowa. Le joueur s'engage pour un contrat courant jusqu'en juin 2025.
Berggren inscrit son premier but pour le Raków Częstochowa le 27 mai 2023 contre le Zagłębie Lubin, en championnat. Entré en jeu, il marque le but égalisateur sur un service de Vladyslav Kocherhin (1-1 score final).

### En sélection nationale
Gustav Berggren honore sa première sélection avec l'équipe nationale de Suède le 9 janvier 2020, en match amical contre la Moldavie. Il est titulaire au poste de milieu défensif ce jour-là, et son équipe s'impose sur le score d'un but à zéro,.